# Rogas indicus
Rogas indicus är en stekelart som först beskrevs av Cameron 1910.  Rogas indicus ingår i släktet Rogas och familjen bracksteklar. Inga underarter finns listade i Catalogue of Life.